# (17954) Hopkins
(17954) Hopkins (1999 JP20) – planetoida z pasa głównego asteroid okrążająca Słońce w ciągu 3,43 lat w średniej odległości 2,27 j.a. Odkryta 10 maja 1999 roku.